# Lasses Birgitta
Lasses Birgitta, (nome che significa "Birgitta moglie di Lasse") (... – Öland, 1550), è considerata la prima donna ad essere stata giustiziata per stregoneria in Svezia.

## Biografia

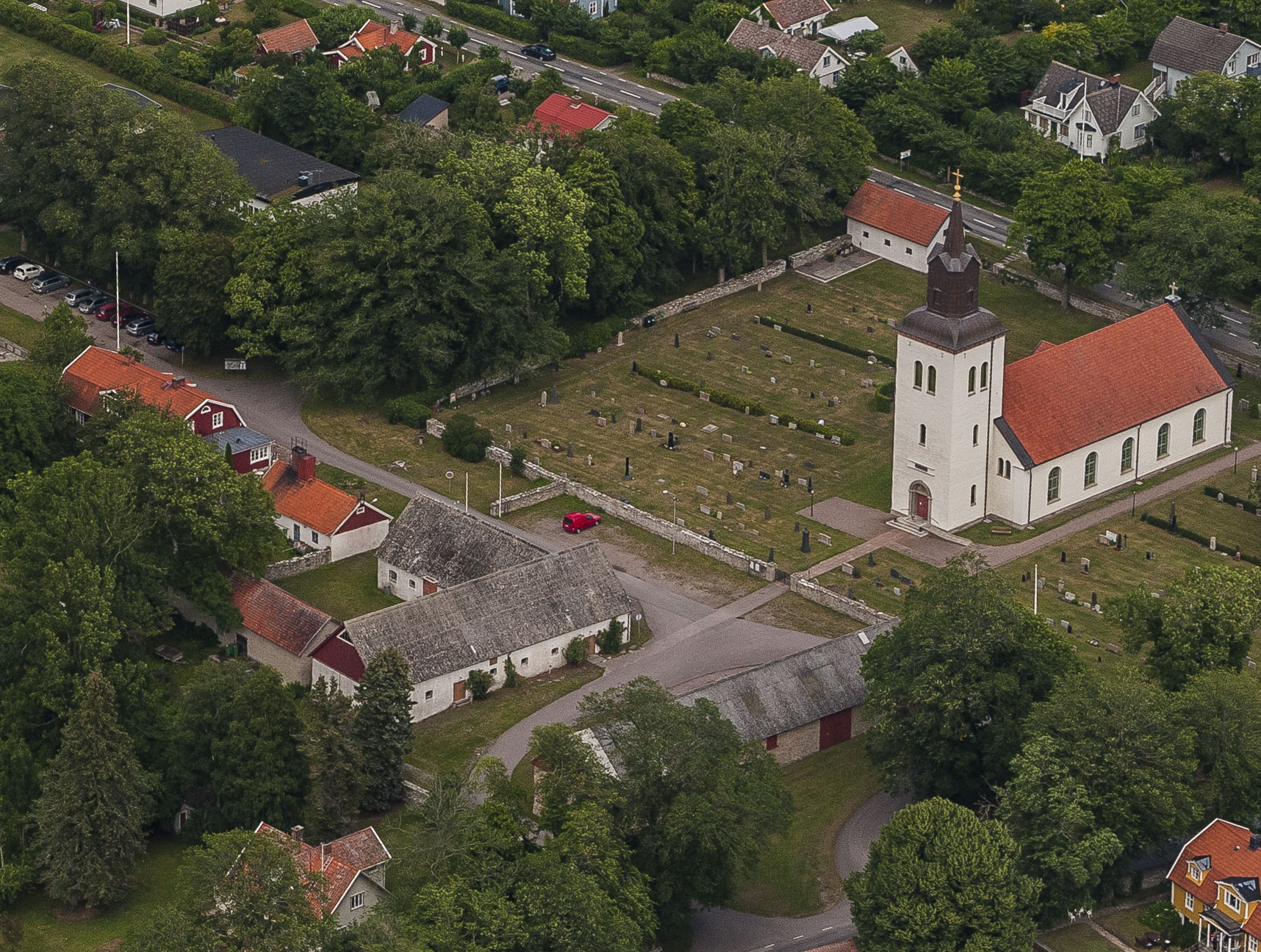
L'attuale chiesa di Kastlösa, costruita nel 1855 in sostituzione dell'antica chiesa medievale

I documenti storici riportano che nell'aprile del 1550 Lasses Birgitta venne processata per stregoneria ad Algutsrum, sull'isola di Öland, e confessò all'ufficiale giudiziario e al segretario del castello di Kalmar di avere tentato di risvegliare un uomo morto dalla sua tomba nel cimitero di Kastlösa.
Secondo gli atti del processo, una notte Birgitta e due uomini si introdussero nel cimitero della chiesa per praticare un rituale magico con cui risvegliare un uomo dalla morte. Dopo aver compiuto tre giri intorno al cimitero la donna avrebbe soffiato nel buco della serratura della porta della chiesa, in modo da aprirla ed entrare nell'edificio per rubate una stola. Non riuscendo a trovare il paramento sacro sarebbe uscita e richiuso la porta della chiesa nuovamente soffiando attraverso il buco della serratura. In una occasione successiva avrebbe fatto un secondo tentativo, questa volta riuscendo a trovare la stola. Avrebbe quindi nuovamente compiuto tre giri intorno al cimitero in senso antiorario, rinnegando Dio e invocando il diavolo.
Il tribunale giudicò Birgitta colpevole di stregoneria e la condannò a morte per decapitazione, mentre i due uomini che erano con lei furono condannati solo al pagamento di una grossa multa. Il caso di Lasses Birgitta è considerato insolito per l'epoca, sia perché si trattò probabilmente del primo caso di condanna a morte per stregoneria per una donna in Svezia (mentre alla fine del XV secolo alcuni uomini erano già stati condannati a morte come adoratori del diavolo in quando fedeli a Odino e all'antica religione norrena), sia perché prima di allora di solito le accuse di stregoneria riguardavano persone sospettate di avere causato la morte di bestiame o di avere curato malattie per mezzo di incantesimi.
Dopo il processo di Lasses Birgitta ci furono pochi processi per stregoneria per alcuni decenni, mentre una vera e propria caccia alle streghe iniziò intorno al 1610 ed ebbe il suo culmine nella grande caccia alle streghe (Det stora oväsendet in svedese) del 1668-1676.

L'ultima persona ad essere giustiziata per stregoneria in Svezia fu Anna Eriksdotter nel 1704.